# تشارينغ كروس (محطة مترو أنفاق لندن)
تشارينغ كروس (بالإنجليزية: Charing Cross)‏ هي إحدى محطات مترو أنفاق لندن. تقع على خط بيكرلو ونورذيرن أفتتحت في المنطقة (Zone) رقم 1 أفتتحت في 10 مارس 1906.